# Jolene
«Jolene» (с англ. — «Джолин») — кантри-песня, автором и исполнителем которой является Долли Партон. Впервые была выпущена в октябре 1973 года в качестве сингла, а год спустя вошла в одноимённый альбом певицы. Песня стала одной из самых успешных записей Партон, возглавив в 1974 году американский кантри-чарт, а также заняв успешные позиции в чартах Канады, Великобритании, Ирландии и Швеции. В 2004 году песня заняла 217 строчку в списке 500 величайших песен всех времён по версии журнала Rolling Stone и 63-е место в пересмотренном списке в 2021 году.
Rolling Stone поместил песню на 1-е место в своем рейтинге 200 величайших кантри-песен всех времен.

## Оригинальная версия

### История
Песня повествует о домохозяйке, которая приревновала мужа к девушке по имени Джолин и просит её не уводить её мужчину. В одном из интервью Долли Партон призналась, что на создание этой песни её вдохновила кассир банка, которая, как ей показалось, заигрывала с её мужем Карлом Томасом Дином. Своё же название она получила в честь маленькой рыжей девочки с зелёными глазами по имени Джолин, которая попросила у певицы автограф на одном из концертов.
На протяжении всей песни рассказчица умоляет потрясающе красивую женщину Джолин «пожалуйста, не уводи его только потому, что можешь». В песне неясно, намерена ли Джолин украсть мужа или любовника рассказчицы, и эта двусмысленность затрагивается в нескольких песнях-ответах. На сцене в 1988 году Партон сказала зрителям, что «Джолин» — это правдивая история, и поэтому она не любит петь ее слишком часто.
В 2019 году в подкасте Dolly Parton's America был эпизод, в котором рассматривался вопрос о том, является ли акцент рассказчика на красоте и привлекательности Джолин свидетельством ее собственного влечения к Джолин. Музыковед написал и исполнил четвертый куплет, в котором эта интерпретация явно выражена; когда ведущие подкаста проиграли Партон аудиозапись этого исполнения, она ответила, что это «другой взгляд на это».

### Другие версии
В дальнейшем кавер-версии «Jolene» записали многие исполнители, среди которых Оливия Ньютон-Джон, The White Stripes, The Sisters of Mercy, Strawberry Switchblade, Софи Эллис-Бекстор, Майли Сайрус, Аннеке ван Гирсберген, Бейонсе. В 2011 году Кит Урбан, Джон Мейер и Нора Джонс исполнили песню на церемонии «Грэмми» с посвящением Долли Партон.
В 2016 году Партон перезаписала акапелла-версию «Jolene» вместе с группой Pentatonix и стала единственной исполнительницей в истории, чьи хиты появлялись в Top-20 кантри-чарта Hot Country Songs все последние 6 десятилетий подряд (1960-е, 70-е, 80-е, 90-е, 00-е & 10-е).

## Признание
Песня заняла 217-е место в списке 500 величайших песен всех времен журнала Rolling Stone в 2004 году и 63-е место в пересмотренном списке в 2021 году. По словам Партон, «Jolene» — ее самая часто исполняемая песня.
Песня «Jolene» дважды номинировалась на премию «Грэмми» в категории «Лучшее женское вокальное исполнение в стиле кантри» — в 1975 и 1976 годах. Первая номинация была за оригинальную запись, а вторая — за концертную запись из телесериала «In Concert». Ни в одном из случаев песня не победила, но 12 февраля 2017 года кавер-версия акапельной группы Pentatonix, в которой Партон выступила в качестве приглашенной певицы, получила премию «Грэмми» в номинации «Лучшее исполнение кантри-дуэта/группы».

### Чарты
| Чарт (1973—1976)                      | Высшая позиция |
| ------------------------------------- | -------------- |
| Канада (RPM)                          | 84             |
| Канада Adult Contemporary Songs (RPM) | 40             |
| Канада Country Singles (RPM)          | 1              |
| Дания (Tracklisten)                   | 19             |
| Ирландия (IRMA)                       | 8              |
| Швеция (Sverigetopplistan)            | 16             |
| Великобритания (OCC UK Singles)       | 7              |
| США (Billboard Hot 100)               | 60             |
| США Adult Contemporary (Billboard)    | 44             |
| США Country Songs (Billboard)         | 1              |

### Сертификации
| Регион | Сертификация  | Продажи           |
| --- | ------------- | ----------------- |
| Дания (IFPI Danmark) | Золотой       | 4000^             |
| Великобритания (BPI) | 2× Платиновый | 1 200 000         |
| США (RIAA) | Золотой       | 935,000 (digital) |
| ^ Данные о тиражах приведены только на основе сертификации. · Данные о продажах + прослушиваниях приведены только на основе сертификации. |               |                   |

## ВерсияPentatonix
В сентябре 2016 года американская акапелла группа Pentatonix выпустила свой кавер песни вместе с Долли Партон. Этот кавер выиграл премию Грэмми в категории Лучшее кантри-исполнение дуэтом или группой.

### Чарты
| Чарт (2016)                                          | Высшая позиция |
| ---------------------------------------------------- | -------------- |
| Австралия (ARIA)                                     | 92             |
| Канада (Billboard Canadian Hot 100)                  | 84             |
| Новая Зеландия (N.Z. Heatseekers, Recorded Music NZ) | 5              |
| Шотландия (OCC Scotland)                             | 93             |
| США (Billboard Bubbling Under Hot 100)               | 1              |
| США (Billboard Hot Country Songs)                    | 18             |

## Другие кавер-версии
- В 1976 году австралийская певица и актриса Оливия Ньютон-Джон записала свою версию песни «Jolene» в качестве второго сингла из альбома Come On Over[32]. Песня достигла 29-го места в Австралии (Kent Music Report)[33].
- Шотландский женский дуэт новой волны Strawberry Switchblade выпустил свою версию в 1985 году, которая заняла 53-е место в UK Singles Chart[34].
- Первая кавер-версия на испанском языке была выпущена в 1986 году доминиканской меренге-группой Las Chicas del Can[англ.] под названием «Youlin» в исполнении Мириам Круз[англ.][35].
- В 2012 году Grace Potter and the Nocturnals исполнили заметно замедленную версию песни[32].
- В 2019 году Николь Зурайтис[англ.] и Dan Pugach Nonet исполнили джазовую версию, которая в том же году была номинирована на премию «Грэмми» в категории «Лучшая аранжировка, инструменты и вокал»[36].
- В 2020 году Чикис Риввера[англ.] и Бекки Джи выпустили испаноязычную кавер-версию песни в стиле кумбия[37].
- В 2021 году Lil Nas X исполнил песню в программе Live Lounge на BBC Radio 1, наряду с композициями из своего дебютного альбома Montero[38].
- В 2024 году Бейонсе записала песню с новым текстом для своего восьмого студийного альбома Cowboy Carter[39]. В альбоме присутствует и сама Партон, включая «Dolly P», словесное вступление к «Jolene».